# Jim Wallace

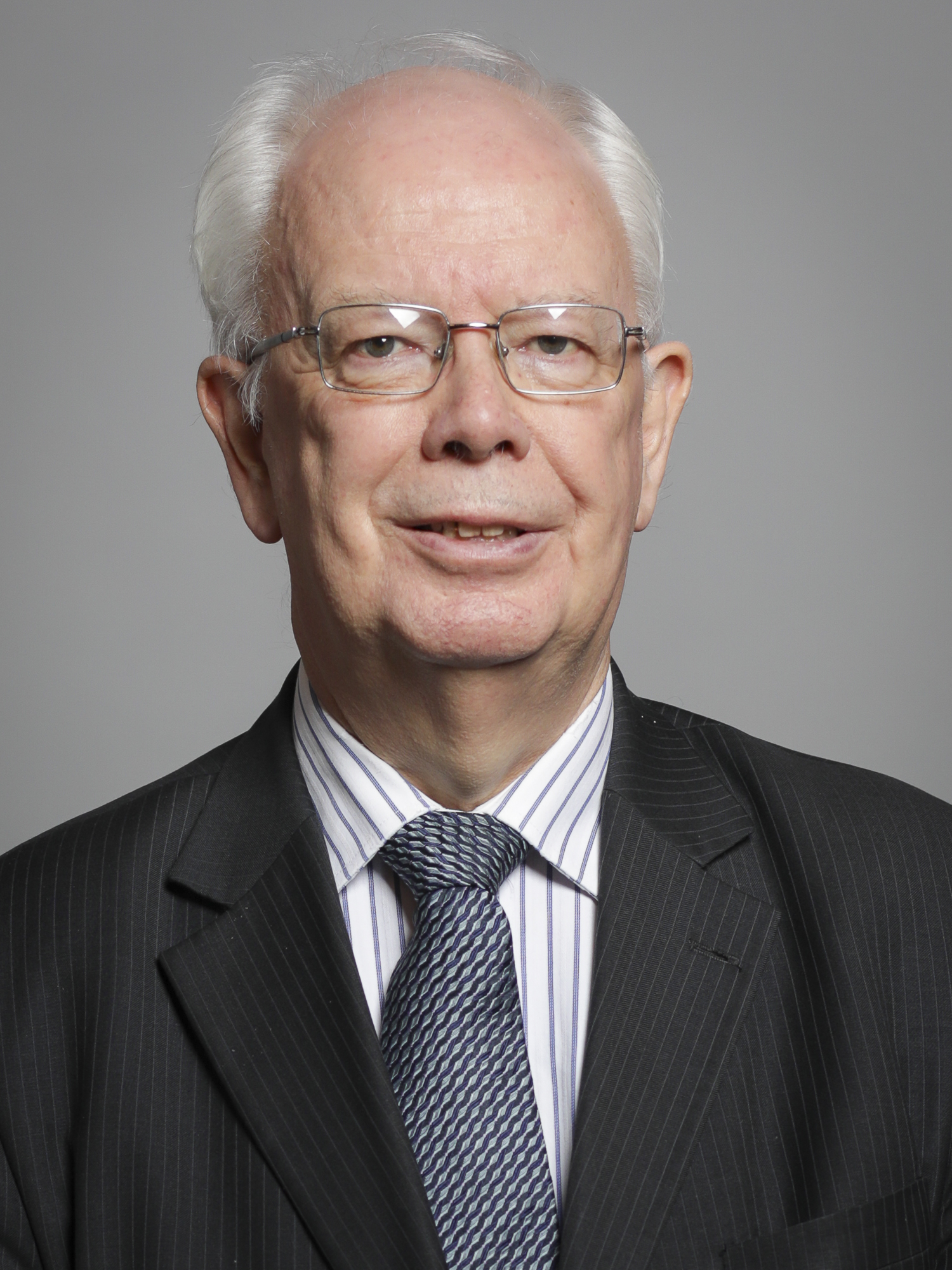
Jim Wallace (2019)

James Robert „Jim“ Wallace, Baron Wallace of Tankerness (* 25. August 1954 in Annan, Dumfries and Galloway, Schottland) ist ein schottischer Politiker und Life Peer.

## Biografie
Nach dem Schulbesuch studierte er Rechtswissenschaften an der University of Edinburgh und war nach seiner Zulassung als Rechtsanwalt tätig.
Wallace begann seine politische Laufbahn als Kandidat der Liberal Democrats 1983 mit der Wahl zum Abgeordneten des britischen House of Commons, in dem er bis 2001 die Interessen des Wahlkreises Orkney and Shetland vertrat. Innerhalb der Fraktion der Liberal Democrats war er von 1987 bis 1992 Parlamentarischer Geschäftsführer (Liberal Chief Whip).
Danach war er von 1992 bis 2005 Vorsitzender der Scottish Liberal Democrats. Bei den Wahlen am 6. Mai 1999 zum neueingerichteten Schottischen Parlament (Pàrlamaid na h-Alba) war er Spitzenkandidat der Scottish Liberal Democrats und erreichte mit diesen 17 der 129 Parlamentssitze. Er selbst wurde dabei zum Abgeordneten für den Wahlkreis Orkney gewählt.
Nach der Wahl bildete die Liberaldemokraten eine Koalitionsregierung mit der Scottish Labour Party. In der von den Ersten Ministern (Prìomh Mhinistear na h-Alba) Donald Dewar, Henry McLeish und Jack McConnell geführten Regierungen übernahm er von 1999 bis 2005 das Amt des Stellvertretenden Ersten Ministers. Zugleich war er von 1999 bis 2003 Justizminister und dann nach einer Kabinettsumbildung bis 2005 für Unternehmen und lebenslanges Lernen (Minister for Enterprise and Lifelong Learning).
Nach dem Tode Dewars war er vom 11. bis zum 27. Oktober 2000 amtierender Erster Minister von Schottland. Dieses Amt übernahm er erneut vom 8. bis zum 22. November 2001 nach dem Rücktritt von McLeish nach der Officegate-Affäre.
Nach seinem Ausscheiden aus dem House of Commons wurde er 2007 zum Life Peer mit dem Titel Baron Wallace of Tankerness, of Tankerness in Orkney, geadelt, und ist dadurch seither Mitglied des House of Lords.